# آلیموس
شهر آلیموس در استان آتیک در کشور یونان واقع شده است که دارای جمعیت ۴۱٬۷۸۴  نفر می‌باشد.